# Wiktoria Leszczyńska
Wiktoria Leszczyńska, född Milewska, var en polsk skådespelare. Hon räknas som Polens första inhemska skådespelerska.
Hon var dotter till Józef Milewski. När den inhemska polska teatern skapades genom grundandet av nationalteatern i Warszawa på order av kungen 1765, fanns det inga inhemska aktörer i Polen, där tidigare endast utländska teatertrupper varit verksamma, och den första aktörstruppen bestod av tidigare oerfarna personer som fick tränas upp av teaterdirektionen, pjäsförfattarna och teaterengagerade aristokrater. Bland denna första pionjärtrupp fanns Wiktoria Leszczyńska. Tillsammans med sin kollega Antonina Prusinowska blev hon därmed hon Polens första professionella skådespelerska. Enligt samtida uppgifter var de båda två adelsdamer som hade rymt från sina makar, vilket kan förklara varför de var villiga att bli skådespelare, ett yrke som då hade låg social status.     
Hon medverkade i pjäsen Natręci vid invigningen av nationalscenen på Operalnia den 19 november 1765, troligen i rollen som Utciszewska. Samtida kritiker beskrev Prusinowska och Leszczyńska som: "två adelsmäns förrymda hustrur omgjorda till skådspelerskor spelade sina roller, om än ängsligt, så i själva verket ganska bra". Hon var aktiv fram till 1767 och erhöll 1768 ersättning för kontraktsbrott.